# Prvo Francosko cesarstvo
Prvo Francosko cesarstvo, poznano tudi pod imenom Francosko cesarstvo ali Napoleonovo cesarstvo, je obsegalo celo Francijo in velik del Evrope. Cesar in vodja države je bil Napoleon. Cesarstvo je bilo ustanovljeno leta 1804 in je propadlo leta 1814.